# Lex fori
Trong xung đột pháp luật của tư pháp quốc tế, thuật ngữ Latinh lex fori về mặt văn chương có nghĩa là"luật [của] tòa án"và nó được phân biệt với lex causae (luật nguyên nhân) ở chỗ lex causae là luật mà tòa án viện dẫn như là một căn cứ để xem xét, trong khi lex fori là luật mà toà án lấy làm căn cứ để áp dụng trên thực tế nhằm đưa ra phán quyết cho một vụ việc pháp lý cụ thể.

## Giải thích
Chủ quyền của một chính thể có được là nhờ thông qua một quá trình công nhận bởi cộng đồng quốc tế, trong đó một nhà nước de facto (trên thực tế) được công nhận chính thức như là nhà nước de jure (theo luật định) và vì thế trở thành một chính quyền hợp pháp với việc kiểm soát lãnh thổ trên một diện tích đất đai và nước xác định cùng tất cả cư dân sinh sống trong phạm vi biên giới (bao gồm cả biên giới bộ và biên giới biển, nếu có) của vùng đất và nước đó. Một trong những quyền lực về chủ quyền quan trọng nhất của bất kỳ chính quyền nào là ban hành các đạo luật cùng xác định phạm vi áp dụng của chúng.
Một số đạo luật sẽ được áp dụng cho toàn bộ lãnh thổ và cư dân của chính thể đó. Các đạo luật khác có thể có phạm vi áp dụng hạn hẹp hơn. Các đạo luật sẽ được áp dụng thông qua các thể chế và cá nhân, tổ chức, cơ quan quyền lực nhà nước khác nhau. Một số cơ quan quyền lực nhà nước sẽ được thành lập chính thức như là các tòa án. Các cá nhân, tổ chức, cơ quan khác sẽ thực thi các chức năng cụ thể trong phạm vi các khuôn khổ gần như có tính chất pháp luật, hành chính nhà nước, tôn giáo hay các dạng quyền lực nhà nước khác. Ví dụ, tại Pakistan, mục 7 Luật Gia đình Hồi giáo có hiệu lực từ năm 1961 đã cải cách hình thức truyền thống của ly hôn kiểu Hồi giáo, được biết đến như là talaq bằng cách đòi hỏi rằng thông báo về tuyên bố talaq (tuyên bố ly hôn) phải được gửi tới người đứng đầu cơ quan hành chính địa phương (hội đồng liên minh), là người có trách nhiệm xem xét các bên có thể hòa giải được hay không. Những cá nhân, cơ quan quyền lực nhà nước như vậy đều có thể coi là một dạng tòa án và mỗi nhà nước sẽ định nghĩa một cách cẩn thận nhất khi có thể là đạo luật nào có thể cần lưu ý hay cần áp dụng, bởi ai và trong hoàn cảnh nào. Đây là những vấn đề của quyền tài phán và tố tụng (dân sự hay hình sự).
Khi một vụ việc pháp lý bắt đầu và tòa án có đầy đủ thẩm quyền xem xét, thì các bên nguyên và bên bị thông thường sẽ dự kiến rằng luật pháp đang có hiệu lực tại địa phương sẽ được áp dụng, nó phản ánh sự suy đoán về chủ quyền lãnh thổ — rằng mỗi nhà nước đều có chủ quyền trong phạm vi lãnh thổ của mình và không có đạo luật nào của các quốc gia khác hay của các tổ chức quốc tế sẽ được áp dụng với tính chất đặc quyền ngoại giao hay siêu quốc gia (vượt ra ngoài phạm vi lãnh thổ). Nếu như luật pháp nước ngoài có thể được áp dụng thì nhà nước đó có thể coi là không có đầy đủ chủ quyền trong phạm vi lãnh thổ của mình. Tuy nhiên, do tính lưu động xã hội đã và đang tăng lên cũng như Internet đã làm cho con người có thể giao lưu và buôn bán vượt ra ngoài biên giới quốc gia một cách dễ dàng hơn, đã phát sinh nhu cầu về việc thừa nhận sự liên quan và tầm quan trọng của luật pháp nước ngoài trong việc giải quyết tranh chấp. Vì vậy, trong phạm vi giới hạn chính xác do lex fori đặt ra, các tòa án tại các địa phương có thể đôi khi dẫn chiếu và áp dụng một hay nhiều luật nước ngoài như là lex causae (luật nguyên nhân) nếu như đời sống chính trị tại địa phương, trật tự công cộng và công lý đòi hỏi điều đó. Cần lưu ý là việc viện dẫn luật nước ngoài như là lex causae chỉ áp dụng đối với các tranh chấp dân sự có yếu tố nước ngoài mà không thể áp dụng cho các vụ việc pháp lý dân sự không có yếu tố nước ngoài hay thuộc phạm vi của luật công như luật hành chính, luật hình sự v.v.
Một vấn đề khác đối với lex fori cần lưu ý là tình huống trong đó tranh chấp đã được khởi kiện tại một quốc gia khác. Phán quyết của tòa án nước ngoài có thể được công nhận và cho thi hành bởi tố quyền tại (các) tòa án ở quốc gia này hay không? Để vụ việc pháp lý có thể được tái khởi kiện là một việc làm hết sức tốn kém và mất nhiều thời gian, vì thế phần lớn các quốc gia với hệ thống pháp lý phát triển đã tham gia vào các hiệp ước song phương hay đa phương, cho phép một phán quyết của tòa án tại nước này có thể được công nhận và cho thi hành tại nước kia, trừ khi tòa án tại nước đó có thể phát hiện thấy có một hay nhiều vi phạm các quy định tố tụng dân sự trong quá trình xét xử và ra phán quyết của tòa nước ngoài (như người phải thi hành án hoặc người đại diện hợp pháp của người đó đã vắng mặt tại phiên tòa do không được triệu tập hợp pháp, vụ án không thuộc thẩm quyền xét xử của tòa án kia, hết thời hiệu thi hành án v.v), bản án đó chưa có hiệu lực pháp luật tại nước đã ra bản án hay việc công nhận và cho thi hành án là vi phạm các quy định về trật tự công cộng tại nước đó (xem thi hành phán quyết của tòa án nước ngoài).